# NGC 1409
NGC 1409 је спирална галаксија у сазвежђу Бик која се налази на NGC листи објеката дубоког неба.
Деклинација објекта је - 1° 18' 7" а ректасцензија 3h 41m 10,4s. Привидна величина (магнитуда) објекта NGC 1409 износи 13,7 а фотографска магнитуда 14,7. NGC 1409 је још познат и под ознакама UGC 2821, MCG 0-10-11, CGCG 391-28, KCPG 93A, VV 729, 3ZW 55, NPM1G -01.0133, PGC 13553.